# Perenethis dentifasciata
Perenethis dentifasciata là một loài nhện trong họ Pisauridae.
Loài này thuộc chi Perenethis. Perenethis dentifasciata được Octavius Pickard-Cambridge miêu tả năm 1885.